# 红 (歌曲)
《红》（英語：Red）是美國創作歌手泰勒絲的一首歌曲，收錄于她的第4張錄音室專輯《红》中。歌曲于2012年10月2日由大機器唱片作為專輯的第二支宣傳單曲發行。而在2013年6月24日，歌曲由宣傳單曲升級為專輯的第5支正式單曲發行。音乐上，《红》是一首鄉村歌曲，其歌词使用颜色隐喻一种激烈和动荡的关系。
歌曲获得了乐评的好评，乐评称赞其歌词内容，但对其编曲则褒贬不一。歌曲发行后空降告示牌百強單曲榜第6名，并在告示牌數位單曲榜取得了第2名。歌曲的音樂錄像帶于2013年7月3日釋出，音樂錄像帶的內容為泰勒絲在紅色巡迴演唱會的演出剪輯。

## 曲目列表
数字单曲
1. "Red" — 3:43

2013年乡村音乐协会大奖表演 - 数字单曲
1. "Red (2013 CMA Awards Performance) [feat. Alison Krauss, Edgar Meyer（英语：Edgar Meyer）, Eric Darken, Sam Bush（英语：Sam Bush） and Vince Gill（英语：Vince Gill）]" — 3:51

## 榜單
| 榜單 （2012年-2013年）               | 最高 排位 |
| ------------------------------------ | --------- |
| 澳大利亚（澳大利亚唱片业协会單曲榜） | 30        |
| 加拿大（Canadian Hot 100）           | 5         |
| 加拿大（《告示牌》Canada Country）   | 17        |
| 法国（法國唱片出版業公會單曲榜）     | 103       |
| 愛爾蘭（愛爾蘭唱片音樂協會单曲榜）   | 25        |
| 新西兰（新西兰唱片音乐协会单曲榜）   | 14        |
| 西班牙（西班牙音樂製作協會）         | 46        |
| 英國（官方榜单公司單曲榜）           | 26        |
| 美国（《告示牌》百大單曲榜）         | 6         |
| 美國（《告示牌》热门乡村歌曲榜）     | 2         |
| 美國（《告示牌》Country Airplay）    | 7         |

### 年度榜單
| 榜單 （2013年）                  | 成績 |
| -------------------------------- | ---- |
| 美國（《告示牌》鄉村電台榜）     | 43   |
| 美國（《告示牌》熱門鄉村歌曲榜） | 44   |

## 銷售認證
| 地區                                  | 认证 | 认证单位/销量 |
| ------------------------------------- | ---- | ------------- |
| 美国（美國唱片業協會）                | 白金 | 1,070,000     |
| *僅含認證的實際銷量 ^僅含認證的出貨量 |      |               |

## 發行歷史
| 國家 | 日期          | 形式     | 廠牌       |
| ---- | ------------- | -------- | ---------- |
| 美國 | 2012年10月2日 | 數位下載 | 大機器唱片 |
| 美國 | 2013年6月24日 | 鄉村電臺 | 大機器唱片 |
| 美國 | 2013年7月3日  | CD單曲   | 大機器唱片 |

## 外部連結
- 泰勒絲官方網站：單曲、 (內含歌曲歌詞)